# Couvains (Orne)
Couvains ist eine Ortschaft und eine ehemalige französische Gemeinde im Département Orne in der Region Normandie. Sie gehörte zum Arrondissement Mortagne-au-Perche und zum Kanton Rai.
Mit Wirkung vom 1. Januar 2016 wurden die bisherigen Gemeinden La Ferté-Frênel, Anceins, Bocquencé, Couvains, Gauville, Glos-la-Ferrière, Heugon, Monnai, Saint-Nicolas-des-Laitiers und Villers-en-Ouche zu einer Commune nouvelle mit dem Namen La Ferté-en-Ouche zusammengeschlossen und haben in der neuen Gemeinde den Status einer Commune déléguée mit 189 Einwohnern (Stand: 1. Januar 2022). Der Verwaltungssitz befindet sich im Ort La Ferté-Frênel.

## Lage
Nachbarorte von Couvains sind Notre-Dame-du-Hamel im Nordwesten, Mesnil-Rousset im Norden, La Haye-Saint-Sylvestre, Bois-Normand-près-Lyre, Les Bottereaux und Chambord im Nordosten, Glos-la-Ferrière im Osten, Gauville im Süden, La Ferté-Frênel im Südwesten und Anceins im Westen.

## Bevölkerungsentwicklung
| Jahr      | 1962 | 1968 | 1975 | 1982 | 1990 | 1999 | 2008 | 2015 |
| --------- | ---- | ---- | ---- | ---- | ---- | ---- | ---- | ---- |
| Einwohner | 285  | 257  | 219  | 176  | 148  | 174  | 195  | 195  |